# Илия Арев
Илия Арев (на македонска литературна норма: Илиjа Арев) е актьор и режисьор от Социалистическа република Македония.

## Биография
Роден е на 3 ноември 1914 година в град Щип. Няколко пъти е директор на Народния театър в Щип. Арев е сред основателите на театъра. Сред по-известните му роли са на Хаджи Трайко в „Бегълка“, Чубеткин в „Три сестри“, Войницки във „Вуйчо Ваньо“ и други. Умира на 12 януари 1977 година в град Щип.